# Ishq Vishk
Ishq Vishk (dt. Liebe Romanze) ist eine Liebeskomödie aus Bollywood.

## Handlung
Spencer College: Rajiv wird von den coolen Jungs der Schule ausgelacht, da er noch immer Jungfrau ist. Um etwas dagegen zu unternehmen, möchte er mit seinem besten Freund Mambo auf die Strandhausparty von Javed und Danny, den coolsten Jungs des Colleges, gehen. Doch ohne eine Begleitung kommt man da gar nicht erst hinein. Da kommt Rajiv plötzlich eine Idee: Er sagt einfach seiner Kindheitsfreundin Payal, dass er sie liebt. Was er nicht weiß, ist, dass Payal ihn schon seit ihrer Kindheit liebt, und so werden sie ein Paar.
Bald erfährt Payal, dass Rajiv nur eine Beziehung mit ihr angefangen hat, um die anderen Jungs zu beeindrucken. Als Rajiv Payal küssen will, blockt Payal ab. Daraufhin verlässt er Payal und schwört mit dem sexysten Mädchen des Colleges zusammenzukommen.
Kurz danach entdeckt Rajiv Alisha Sahay. Sie ist ein Model und neu auf der Schule. Nach ein paar Flirtversuchen kommen die beiden zusammen, so wie Rajiv es versprochen hatte. Als er einige Zeit mit Alisha verbringt, merkt er jedoch, wie sehr er eigentlich Payal liebt, mit der er nur noch befreundet ist. Payal verbringt währenddessen ihre Zeit mit Mambo, was Rajiv eifersüchtig macht.
Nachdem Alisha herausfindet, dass Payal Rajivs Ex-Freundin ist, warnt sie Payal und sagt ihr, sie solle die Finger von Rajiv lassen. Als Mambo dazwischenkommt, um Payal zu beschützen, wird diese Handlung von Rajiv missverstanden, und die beiden fangen einen großen Streit an. Rajiv und Alisha gehen nach der Auseinandersetzung weg, und er sagt ihr dann, dass er in Wirklichkeit Payal liebt.
Auf einer Schulfete gesteht Rajiv vor allen Leuten seine wahre Liebe zu Payal. Auch Payal merkt wie ernst Rajiv dies meint und verzeiht ihm. Alisha zeigt sich nachgiebig und verlässt Rajiv. Und Mambo bekommt das Mädchen, in das er schon seit einem Jahr verliebt war.

## Auszeichnungen
- Filmfare Award/Bestes Debüt an Shahid Kapoor (2003)
- Star Screen Award/Meistversprechender Newcomer an Shahid Kapoor (2003)
- Zee Cine Award/Bester Debütant an Shahid Kapoor (2003)

## Sonstiges
- Dieser Film ist der Debütfilm von Shahid Kapoor und Shenaz Treasurywala.
- Shahid Kapoor und Amrita Rao treten hier in ihrem ersten gemeinsamen Film auf. Danach waren sie in Vaah! Life Ho Toh Aisi!, Shikhar und Vivaah zu sehen.